# Charles Newton
Charles Newton (Rochester, Nova Iorque, 8 de outubro de 1874 – 1926) foi um ator de cinema estadunidense da era do cinema mudo, que atuou em 73 filmes entre 1913 e 1926.

## Biografia
Nasceu em 8 de outubro de 1874, seu primeiro filme foi o curta-metragem de 10 minutos Where Destiny Guides, em 1913, pela American Film Company. Atuou em especial em filmes Westerns, entre eles o seriado In the Days of Buffalo Bill, em 1922. Seu último filme foi Yellow Fingers, em 1926, pela Fox Film.

## Vida familiar
Foi casado com a atriz Dorrit Ashton, e juntos tiveram a companhia teatral Newton Stock Company, em 1907. Sua filha, Dodo Newton (Margaret Dorrit Lindner Newton), foi uma atriz infantil.

## Filmografia selecionada

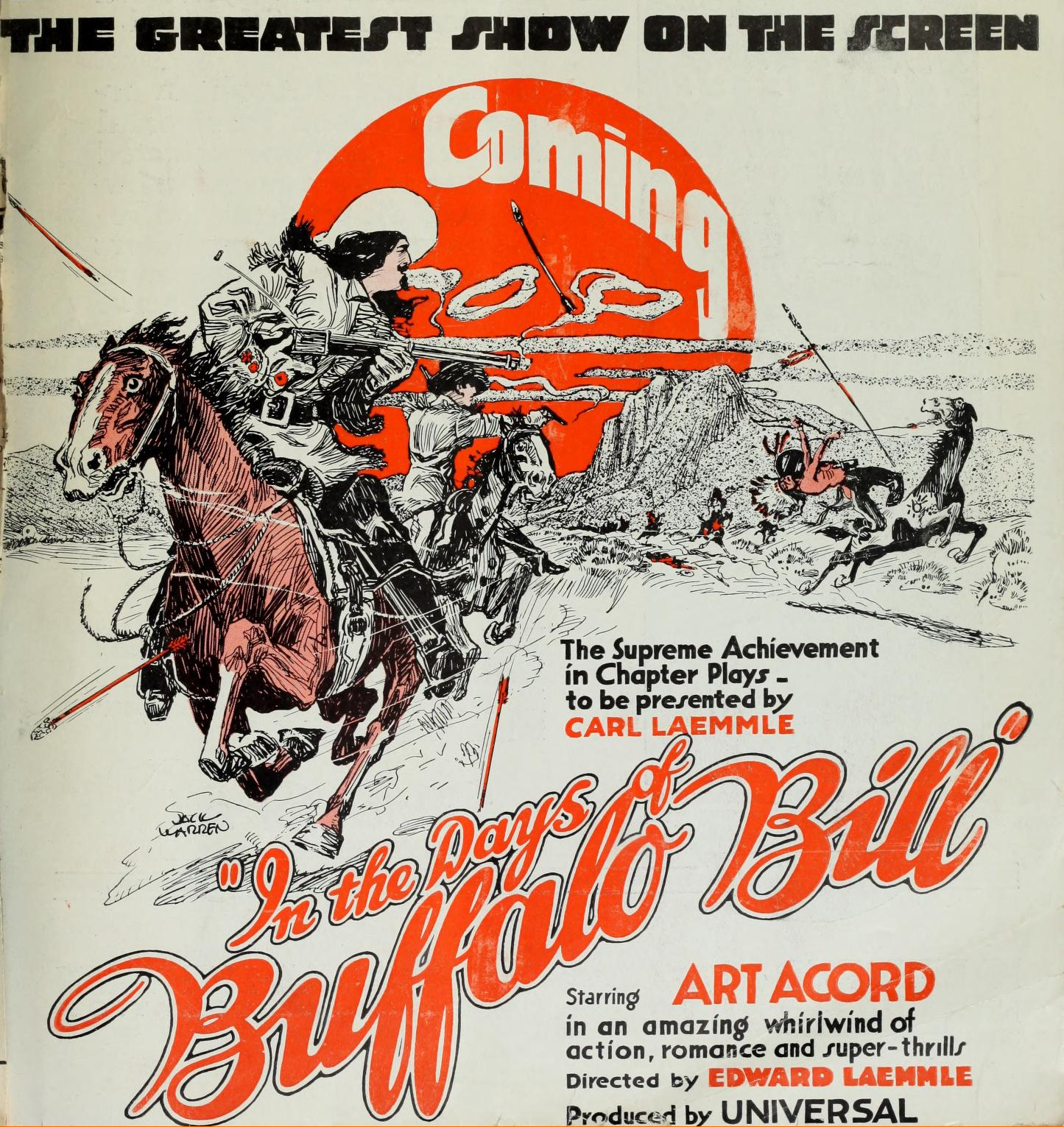
Cartaz do seriado In the Days of Buffalo Bill, de 1922, em que Charles Newton atuou.

- Where Destiny Guides (1913)
- Mountain Mary (1915)
- The Exile of Bar-K Ranch (1915)
- The Silver Lining (1915)
- The Solution to the Mystery (1915)
- True Nobility (1916)
- My Fighting Gentleman (1917)
- The Crow (1919)
- The Fighting Line (1919)
- The Kid and the Cowboy (1919)
- The Prospector's Vengeance (1920)
- Hair Trigger Stuff (1920)
- The Moon Riders (1920)
- Wolf Tracks (1920)
- Double Danger (1920)
- The Two-Fisted Lover (1920)
- Tipped Off (1920)
- Superstition (1920)
- Fight It Out (1920)
- The Man with the Punch (1920)
- The Trail of the Hound (1920)
- The Saddle King (1921)
- The Fightin' Fury (1921)
- The Cactus Kid (1921)
- Who Was the Man? (1921)
- Bandits Beware (1921)
- The Movie Trail (1921)
- Action (1921)
- Red Courage (1921)
- Sure Fire (1921)
- The Loaded Door (1922)
- In the Days of Buffalo Bill (1922)
- Yellow Fingers (1926)